# Дзело Буон Персико
Дзѐло Буон Пѐрсико (на италиански: Zelo Buon Persico, на западноломбардски: Sel Bon Pèrsegh, Зел Бон Персег) е градче и община в Северна Италия, провинция Лоди, регион Ломбардия. Разположен е на 95 m надморска височина. Населението на общината е 7003 души (към 2013 г.).